# París-Corrèze
La París-Corrèze és una competició ciclista professional per etapes que es disputa annualment a França. La seva sortida es troba al sud de París (departament de Cher) i finalitza al departament de Corresa. La prova fou impulsada pel ciclista professional retirat Laurent Fignon.
Es disputa des del 2001. Durant les primeres edicions constava de tres etapes, però actualment i des del 2006 es disputa sols en dues.
La cursa transcorre pel Massís Central, però soles ser homes ràpids o fins i tot esprintadors els que guanyin la cursa.
El primer vencedor fou el noruec Thor Hushovd. Cap ciclista ha aconseguit guanyar la cursa més d'una vegada.

## Palmarès
| Edició | Guanyador            | Segon               | Tercer            |
| ------ | -------------------- | ------------------- | ----------------- |
| 2001   | Thor Hushovd         | Saulius Ruskys      | Scott Sunderland  |
| 2002   | Baden Cooke          | Bernhard Eisel      | René Haselbacher  |
| 2003   | Cédric Vasseur       | Christophe Rinero   | Rik Verbrugghe    |
| 2004   | Philippe Gilbert     | Simon Gerrans       | Koen de Kort      |
| 2005   | Frédéric Finot       | Christophe Le Mevel | Christophe Rinero |
| 2006   | Didier Rous          | Rémi Pauriol        | Noan Lelarge      |
| 2007   | Edvald Boasson Hagen | Oscar Gatto         | Radoslav Rogina   |
| 2008   | Miyataka Shimizu     | Brice Feillu        | Noan Lelarge      |
| 2009   | Francisco Ventoso    | Freddy Bichot       | Laurent Beuret    |
| 2010   | Mickaël Buffaz       | Gianni Meersman     | Johan Le Bon      |
| 2011   | Samuel Dumoulin      | Bert de Waele       | Thomas Degand     |
| 2012   | Egoitz García        | Guillaume Bonnafond | Johann Tschopp    |
| 2013   | No disputada         | No disputada        | No disputada      |

## Palmarès por països
| País      | Victòries |
| --------- | --------- |
| França    | 5         |
| Espanya   | 2         |
| Noruega   | 2         |
| Austràlia | 1         |
| Bèlgica   | 1         |
| Japó      | 1         |